# Алзамай
Алзама́й — город (с 1955 года) в Нижнеудинском районе Иркутской области России. До 2005 года входил в состав муниципального образования «Город Нижнеудинск», с 2006 года образует Алзамайское муниципальное образование.

## История
В конце XIX века по территории будущего города прошла одноколейная железная дорога, началось строительство Транссибирской железнодорожной магистрали. Постепенно к будущей станции стали переезжать жители из села Алзамай (ныне — Старый Алзамай). Первым переселенцем из Старого Алзамая был Иннокентий Колесов со своей семьёй. Затем стали переезжать и другие. Сначала насчитывалось 17 домов. Селились в районе будущего вокзала.
Годом основания Алзамая считается 1897 год, когда начались официальные изыскания по прокладке будущей трассы железнодорожной магистрали. В том же году из Нижнеудинска пришёл первый поезд. В 1901 году для снабжения паровозов водой возвели водокачку и водонапорную башню. 9 июня 1907 года была освящена православная церковь во имя Святого Николая. К началу Гражданской войны вокруг станции Алзамай проживало 174 жителя.
С установлением Советской власти стали строиться магазины, паровозное депо, для производства шпал в 1925 году был организован Алзамайский пункт Нижнеудинского ЛТХ, в 1927 году был организован химлесхоз (позднее ХЛХ) треста "Востсибхимлесзаг, в 1932 году появилась семилетняя школа.
В годы Великой Отечественной войны в 1942 году в Алзамай был эвакуирован Днепропетровский стрелочный завод, который выпускал стрелочные переводы, так необходимые железнодорожной магистрали для перевозок грузов на фронт. В 1943 году населённому пункту был присвоен статус рабочего посёлка.
С 1945 по 1959 год Алзамай являлся центром Алзамайского района Иркутской области. В мае 1955 года рабочий посёлок Алзамай (14 тыс. жителей) получил статус города.

## География

### Географическое положение
Алзамай находится на западе Иркутской области, в 610 километрах по автотрассе «Сибирь» от Иркутска и 92 км от Нижнеудинска. Город расположен на реке Топорок, в предгорьях Восточного Саяна. Большая часть города расположена на левом берегу реки.

### Часовой пояс
Алзамай расположен в часовой зоне Иркутского времени, обозначаемой по международному стандарту как Irkutsk Time Zone (IRKT). Смещение относительно Всемирного координированного времени UTC составляет +8:00.

### Климат
Умеренный с большим количеством осадков в течение года. Средняя температура воздуха — −0,8 °C. Среднегодовая норма осадков — 401 мм. Самый засушливый месяц — март, с осадками 9 мм. Наибольшее количество осадков выпадает в июле — в среднем 90 мм.

## Население
| 1959   | 1970    | 1979  | 1989  | 1996  | 1998  | 2000  | 2001  | 2002  | 2005  |
| ------ | ------- | ----- | ----- | ----- | ----- | ----- | ----- | ----- | ----- |
| 13 060 | ↘10 630 | ↘9270 | ↘9029 | ↘9000 | ↘8800 | ↘8700 | →8700 | ↘7383 | ↘7300 |
| 2006   | 2007    | 2008  | 2009  | 2010  | 2011  | 2012  | 2013  | 2014  | 2015  |
| ↘7200  | →7200   | ↘7100 | ↗7133 | ↘6730 | ↘6705 | ↘6620 | ↘6451 | ↘6313 | ↘6189 |
| 2016   | 2017    | 2018  | 2019  | 2020  | 2021  |       |       |       |       |
| ↘6136  | ↘6040   | ↘5908 | ↘5811 | ↘5749 | ↘5373 |       |       |       |       |

На 1 января 2025 года по численности населения город находился на 1073-м месте из 1124 городов Российской Федерации.

## Экономика
- Железнодорожная станция Алзамай.
- Ремонтно-механический завод.
- Деревообрабатывающий комбинат.

В окрестностях города разрабатываются Новоалзамайское месторождение кварцевого формовочного песка и месторождение гравийно-песчаной смеси.